# Eucoptacra basidens
Eucoptacra basidens är en insektsart som beskrevs av Chapman, R.F. 1960. Eucoptacra basidens ingår i släktet Eucoptacra och familjen gräshoppor. Inga underarter finns listade i Catalogue of Life.